# Johann Bayer
Johann Bayer, nemški astronom, * 1572, Rain na Lechu, Bavarska, Nemčija, † 7. marec 1625, Augsburg, Bavarska.

## Življenje in delo
Bayer je leta 1603 v Augsburgu izdal zvezdni atlas Uranometrija (Uranometria) z oznakami zvezd. V njem je prvi prikazal vso nebesno oblo, popisal je vsa ozvezdja in naštel več zvezd kot njegov prijatelj de Brahe. Najpomembnejše pa je, da je opremil zvezde vsakega ozvezdja z grškimi črkami - pri tem se je ravnal po njihovem navideznem siju. Te oznake uporabljajo še danes. Nekatere zvezde, ki so jih odkrili po njem, pa so znane samo pod temi imeni. V poznejših letih, ko so proučevali vse več šibkejših zvezd, so morali vpeljati rimske črke in številke, same ali v povezavi. Bayer navdušen ljubiteljski bogoslovec in protestant, je hotel uvesti še eno novost, s katero pa ni prodrl; skušal je vpeljati sestav, po katerem bi dali severnim ozvezdjem imena iz nove, južnim pa iz stare zaveze.

## Priznanja

### Poimenovanja
Po njem se imenuje krater Bayer na Luni.